# NAMiDA (KANA-BOONのアルバム)
『NAMiDA』（ナミダ）は、KANA-BOONのメジャー4枚目のフルアルバム。2017年9月27日、Ki/oon Recordsより発売された。

## 概要
- 前作『Origin』より1年7ヶ月ぶりのリリース。完全生産限定盤・通常盤の2形態で発売。完全生産限定盤と通常盤の初回仕様には「どうでもいいオマケ015」を封入している。
- ジャケット写真には女優の山田杏奈を起用。
- メンバーのコメントは以下の通り。[1]
谷口「とにかく人に聴かせたいアルバムになった。KANA-BOONらしさを取り戻した所もあるし、新しく自分たちの路線を見つけた所もある」
古賀「自分の好きなニュアンスとメンバーの好きなニュアンスは違うので、1本ずつちゃんときれいに録ることをマストでやった」
飯田「メンバーとの会話が増えたのも大事な事だった。今まではなあなあにしていた部分が多かったと思う」
小泉「『KANA-BOONのここがいいな』と思っていた曲の良さを改めて再確認したアルバム。曲全体でいいと思えるものが集まっている」

## パッケージ
完全生産限定盤（KSCL-2969・2970）
- 「ナミダマの特製ハンカチーフ」（シルク製／バンダナサイズ）
- CD
- どうでもいいオマケ015

通常盤（KSCL-2971）
- CD
- どうでもいいオマケ015（初回仕様のみ）

## 楽曲解説
- シングル曲についてはそれぞれの項目を参照。

ディストラクションビートミュージック
谷口だけはこの曲を1曲目にすることに反対していたが、いざ録音してみると「すごくええ音で録れて、曲の潜在能力が引き出された」ため、1曲目のトラックとなった。
谷口はこれとは別に1曲目に使う為のインスト曲を用意していたが、メンバーに「即却下された」。
涙
谷口曰く「ストレートに失恋を歌った曲。ちゃんと心を整理するには曲にするしかなかった」。
PVにはメンバーは出演しておらず、最後のおまけ映像にのみ登場する。
ラストナンバー
ベースラインは指弾きやスラップをメインに構成されており、飯田は「ピックでは出せないノリだった」と語っている。
それでも僕らは願っているよ
飯田の不倫騒動がきっかけで生まれた曲。谷口曰く「『俺はソングライターとしてまだ終わってない』という事を感じさせてくれた曲」。

## 収録曲
- 全作詞／全作曲：谷口鮪、全編曲：KANA-BOON

| #   | タイトル                                                                                                | 作詞 | 作曲・編曲 | 時間  |
| --- | --- | ---- | ---------- | ----- |
| 1.  | 「ディストラクションビートミュージック」                                                                |      |            | 3：57 |
| 2.  | 「人間砂漠」                                                                                            |      |            | 2：58 |
| 3.  | 「Fighter」(MBS・TBS系列アニメ『機動戦士ガンダム 鉄血のオルフェンズ』第4期オープニングテーマ)           |      |            | 3：45 |
| 4.  | 「way back no way back」                                                                                |      |            | 3：31 |
| 5.  | 「バイバイハロー」                                                                                      |      |            | 3：10 |
| 6.  | 「涙」                                                                                                  |      |            | 3：25 |
| 7.  | 「Wake up」(東宝系映画『グッドモーニングショー』主題歌)                                                 |      |            | 5：05 |
| 8.  | 「Ride on Natsu」                                                                                       |      |            | 4：23 |
| 9.  | 「ラストナンバー」                                                                                      |      |            | 3：08 |
| 10. | 「バトンロード」(テレビ東京系アニメ『BORUTO-ボルト- -NARUTO NEXT GENERATIONS-』第1期オープニングテーマ) |      |            | 4：40 |
| 11. | 「一番星」                                                                                              |      |            | 4：35 |
| 12. | 「それでも僕らは願っているよ」                                                                          |      |            | 4：25 |